# Monika Schuster
Monika Magdalena Schuster (* 19. August 1951 in Vöcklabruck) ist eine österreichische Politikerin. Sie war in der XXIII. und XXIV. Periode Abgeordnete des Oberösterreichischen Landtags.

## Leben und Wirken
Monika Schuster wurde am 19. August 1951 als Monika Staudinger in Vöcklabruck in Oberösterreich geboren. Sie war Büroangestellte und wurde 1977 für die SPÖ Gemeinderätin in Regau und arbeitete im Sozial- und Umweltausschuss mit. Im Jahr 1988 wurde sie zur Vizebürgermeisterin gewählt und ein Jahr später in den Oberösterreichischen Landtag entsandt. Dort war sie in zwei Perioden von 13. Dezember 1989 bis 30. Oktober 1997 tätig. Ab Oktober 1991 war sie Mitglied im Kontrollausschuss und im Ausschuss für Umweltangelegenheiten sowie 2. Obfrau-Stellvertreterin des Ausschusses für öffentliche Wohlfahrt.
Danach blieb sie weiterhin in der Gemeinde Regau aktiv, wo sie Vorstand des Frauenforums der SPÖ ist und in der Redaktion des Projektes „Geschichten aus Regau“ arbeitet.